# 台隆手創館
台隆手創館（HANDS）是2022年納入日本Beisia集團旗下，成為CAINZ子公司，台隆集團與其授權合作開設的台灣分店，目前有9間分店，並設有網路商店。

## 簡介
- 2000年時，東急手創館與臺隆工業合作之下，在台北市西門町中華路開設了台灣第一家分店，命名為「HANDS 台隆手創館」，並請日本音樂教父小室哲哉來台擔任開幕嘉賓。而後遷移至台北東區微風廣場內，營業面積精緻化為單一樓層的店中店型態。隨後陸續於全台各大百貨、購物商場開設百坪以上分店。
- 2008年，於SOGO百貨公司忠孝店成立台隆手創館推出期間限定的新店舖型態「台隆HANDS Selection」，中台灣首家門市台中三越成立。
- 2009年，台隆手創館正式進駐SOGO百貨-SOGO復興店、SOGO天母店成立、京站時尚廣場京站店成立
- 2011年，展店包含漢神巨蛋門市及SOGO中壢門市，分別為高雄及桃園地區的首家門市，及台中大遠百門市。
- 2015至2016年，廣三SOGO門市、板橋大遠百等4家門市陸續開幕。
- 2018年，美麗華百樂園美麗華新型態門市開幕。
- 2019年，獲得三金榮耀，台灣服務業大評鑑「居家生活類」金牌大賞。「幸福企業大賞」、「服務尖兵獎」
- 2020年，英文名由HANDS TAILUNG更名為TOKYU HANDS。獲得台灣服務業大評鑑「居家生活類」金牌獎、幸福企業金獎、服務尖兵獎
- 2021年，連續三年獲得台灣服務業大評鑑「居家生活類」金牌獎、幸福企業金獎、服務尖兵獎
- 2022年，日本東急手創館加入Beisia集團，10月26日開始將品牌名稱由「TOKYU HANDS」改為「HANDS」，臺隆工業營運的台灣分店同步由「TOKYU HANDS 台隆手創館」改名為「HANDS 台隆手創館」。四度獲得台灣服務業大評鑑「居家生活類」金牌大賞、幸福企業金獎
- 2023年，LaLaport台中大型門市開幕，連續五年獲得台灣服務業大評鑑「居家生活類」金牌大賞。手創館連續四屆獲得台灣「幸福企業」金獎
- 2025年，台隆手創館於台北市南港區的LaLaport南港購物中心開設全台最大旗艦店，擴大在北部市場的據點。

## 分店
| 縣市   | 地點   | 名稱                                     |
| 台北市 | 大安區 | SOGO復興店（遠東SOGO百貨台北復興館 8F）  |
| 台北市 | 大同區 | 京站店（京站時尚廣場 3F）                |
| 台北市 | 中山區 | 美麗華店（美麗華百樂園 3F）              |
| 台北市 | 南港區 | 南港Lalaport店（Lalaport南港店 3F）      |
| 新北市 | 板橋區 | 板橋大遠百店（板橋大遠百 7F）            |
| 臺中市 | 西屯區 | 新光三越台中中港店（新光三越 台中店 8F） |
| 臺中市 | 西屯區 | 台中遠百店（台中大遠百 9F）              |
| 臺中市 | 西區   | 廣三SOGO店（廣三SOGO百貨 B1）            |
| 臺中市 | 東區   | 台中Lalaport店（LaLaport台中南館 2F）    |

## 外部連結
- 台隆手創館官方網站 （页面存档备份，存于）（繁體中文）
- HANDS 台隆手創館的Facebook專頁
- YouTube上的Hands台隆手創館頻道
- 臺隆工業股份有限公司 —台灣公司資料